# 제니퍼 카펜터
제니퍼 카펜터(Jennifer Carpenter, 1979년 12월 7일 ~ )는 미국의 배우이다. 쇼타임 드라마 《덱스터》(2006-13)로 2009년 새턴상 여우조연상을 받았다.

## 출연 작품

### 영화
- 브링 잇 온 (2000)
- 미녀 첩보원 D.E.B.S. (2004)
- 엑소시즘 오브 에밀리 로즈 (2005)
- 배틀 인 시애틀 (2007)
- 쿼런틴 (2008)
- 복수자 (2010) - 여자 역
- 저스티스 (2011)
- 로스트 (2012) - 샤론 에임스 역
- 더 팩토리 (2012) - 켈시 역
- The Break-Up Tour (2012) - 단편
- 데블핸드 (2014)
- 브롤 인 셀 블록 99 (2017)
- 배트맨: 가스등 아래의 고담 (2018) - 목소리
- 드래그 (2018)
- 배트맨: 가스등 아래의 고담 (2018) - 셀리나 카일 역

### 텔레비전
- 덱스터 (2006-13)
- 굿 와이프 (2011)
- 로봇 치킨 (2014)
- 리미트리스 (2015-16)